# Suleviae
Les Suleviae sont un ensemble de déesses celtes souvent confondues avec des Matrones. Pourtant plusieurs voix montent pour défendre une position différente. Jufer et Luginbühl par exemple interprètent le nom Suleviae comme "ceux qui gouvernent bien". Elles sont aussi associées aux Junones dans les épigraphies.

## Épigraphies
Elles sont connues par plus de quarante textes épigraphiques. 

### Allemagne
Inscriptions Germania superior
- CIL XIII, 5027 Lausanne (Lousonna), : Banira et Doninda e[t] / Daedalus et Tato Icari fil/i(i) Suleis suis qui(!) curam / vestra(m) agunt ide<m=N> / Cappo Icari l(ibertus);
- CIL XIII, 11499 Solothurn (Salodurum) : T(itus) Cr(assicius) Paettusi/us et Cr(assicius) Magi/us / Suleis suis / v(otum) s(olverunt) l(ibentes) m(erito)
- CIL XIII, 11740 Ladenburg (Lopodunum) : Sulevis so/roribus L(ucius) / Gallionius Ianuar(ius) / dec(urio) al(ae) I Cannanef(atium) / v(otum) s(olvit) l(ibens) l(aetus) m(erito)
- CIL XIII, 11477 Avenches (Aventicum) : Suleis At/umarae D[3] / [3] Aposule[3] / [3]tia AL[3] / [3]tia[ a b Bernhard Maier: Lexikon der keltischen Religion und Kultur. S. 303.

Inscriptions Germania inferior
CIL XIII, 12056 Köln (Colonia Claudia Ara Agrippinensium): Sule[v]is Do/mest[i]cis su/is Fab[i] Ianua/rius [et] Bella/tor [et] Iullus / l(ibentes) [l(aeti)] m(erito)

### France
- CIL XIII, 3561 Rinxent (Département Pas-de-Calais, Gallia Belgica): Sulevis Iuno/nibus sacr(um) / L(ucius) Cas(sius) Nigri/n[ianus(?) pro] / se [3]
- CIL XII, 2974 Collias (roman z Gallia Narbonensis): ] / Suleviae / Edennicae / Minervae / votum

### Italie
- CIL VI, 31161 Rome (Roma): Dedi(catum) XIII K[al(endas) 3]as / Apro et Maximo co(n)s(ulibus) / pro sal(ute) Impp(eratorum) nn(ostrorum) Augg(ustorum) / Matribus paternis / et maternis meisque / Sulevis Candidini/us Saturninus dec(urio) / eq(uitum) s(ingularium) Impp(eratorum) nn(ostrorum) / voto libens posui

### Angleterre
- CIL VI, 31171 MATRIBVS SVLEVIS SIMILIS ATTI F CI CANT VSLM[2]